# Chiroteuthis picteti
Chiroteuthis picteti is een inktvissensoort uit de familie van de Chiroteuthidae. De wetenschappelijke naam van de soort werd voor het eerst geldig gepubliceerd in 1894 door Joubin.